# Vatel
Vatel és una pel·lícula dramàtica basada en la vida de François Vatel, un cuiner francès del segle xvii. El film va ser dirigit per Roland Joffé i protagonitzat per Gérard Depardieu, Uma Thurman i Tim Roth. La pel·lícula va ser nominada per a un oscar a la millor direcció artística i va ser l'obertura del Festival Internacional de Cannes de l'any 2000. Ha estat doblada al català

## Argument
Castell del Príncep de Condé, finals d'abril de 1671. François Vatel és l'intendent fidel i devot del Príncep de Condé, un home orgullós però envellit i arruïnat que intenta recobrar els favors del rei Lluís XIV de França i espera que aquest li confiï el comandament d'una campanya militar contra els holandesos. Per a l'ocasió, Condé, que només se sotmet al seu rei, posa en mans de Vatel la direcció de casa seva, encarregant-li la dura tasca d'organitzar la recepció de tota la cort de Versalles al seu castell de Chantilly.
Es preveuen unes festes que durin tres dies i tres nits i, per descomptat, han de resultar enlluernadores. Vatel, a fi de dur a terme aquesta empresa, es posa al comandament de tot un exèrcit de servents, homes i dones de totes les edats que treballen sense descans per sorprendre i satisfer el seu rei. Vatel concep les festes per temes, amb menús molt elaborats i posades en escena grandioses que encanten al rei. Enmig de tot aquest frenesí, Vatel és seduït per Anne de Montausier, dama de companyia de la reina i objecte del desig del pèrfid Lauzun i del propi rei.
Tot marxa sobre rodes durant la visita real, però la tragèdia farà acte de presència l'últim dia, quan el peix per al sopar no arriba a temps i el príncep de Condé perd Vatel en una partida de pòquer.

## Repartiment
- Gérard Depardieu: François Vatel
- Uma Thurman: Anne de Montausier
- Tim Roth: Marquès de Lauzun
- Timothy Spall: Gourville
- Julian Glover: Príncep de Condé
- Julian Sands: Lluís XIV de França
- Murray Lachlan Young: Felip de França, duc d'Orléans
- Hywel Bennett: Jean-Baptiste Colbert
- Richard Griffiths: Dr. Bourdelot
- Arielle Dombasle: Princesa de Condé Clara Clementina de Maillé
- Marina Delterme: Madame de Montespan
- Philippine Leroy-Beaulieu: duquessa de Longueville
- Jérôme Pradon: Marquès d'Effiat
- Féodor Atkine: Alcalet
- Nathalie Cerda: María Teresa d'Espanya
- Emilie Ohana: Louise de la Vallière
- Sébastien Davis: Demaury
- Natacha Koutchoumov: serventa d'Anne de Montausier